# Pranýř v Žampachu
Pranýř v Žampachu je historický pranýř z roku 1693 nacházející se v arboretu v podhůří Orlických hor v obci Žampach v okrese Ústí nad Orlicí.

## Popis
Pranýř má podobu čtvercového sloupu se skosenými hramami postaveného na dvou kruhových podstavcích a opatřeného jehlancovitou kamennou stříškou. Na sloupu pranýře je vyznačen letopočet 1693 a je opatřen kovovým okem, ke kterému byli přivazováni provinilci.
Tento pranýř stojí dnes již na třetím místě. Původně stál na obecní cestě do Hejnic. Poprvé byl přemístěn velkostatkem v roce 1904. V roce 1920 jej přemístil velkostatek podruhé.

## Galerie

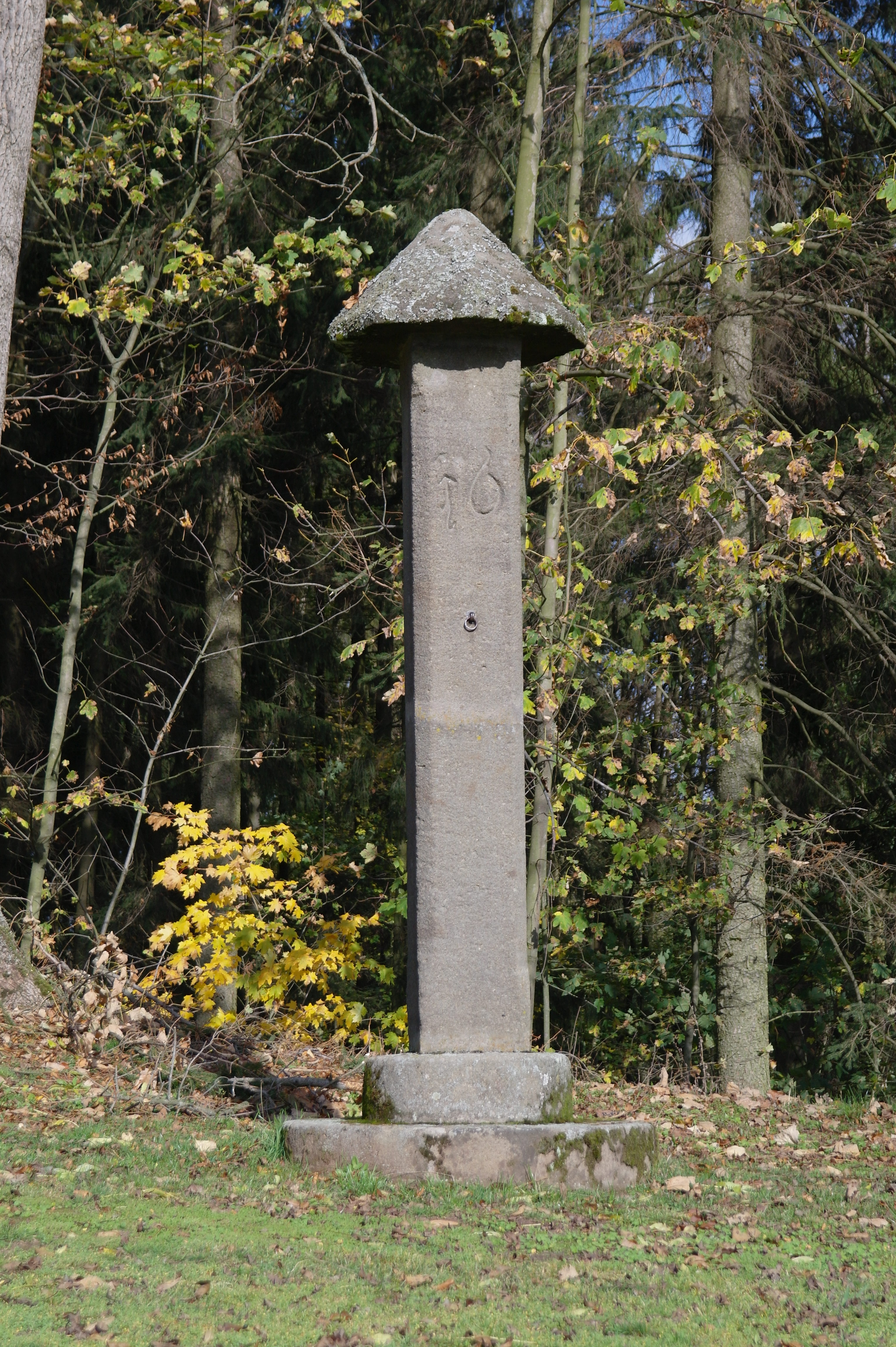
Pranýř v Žampachu
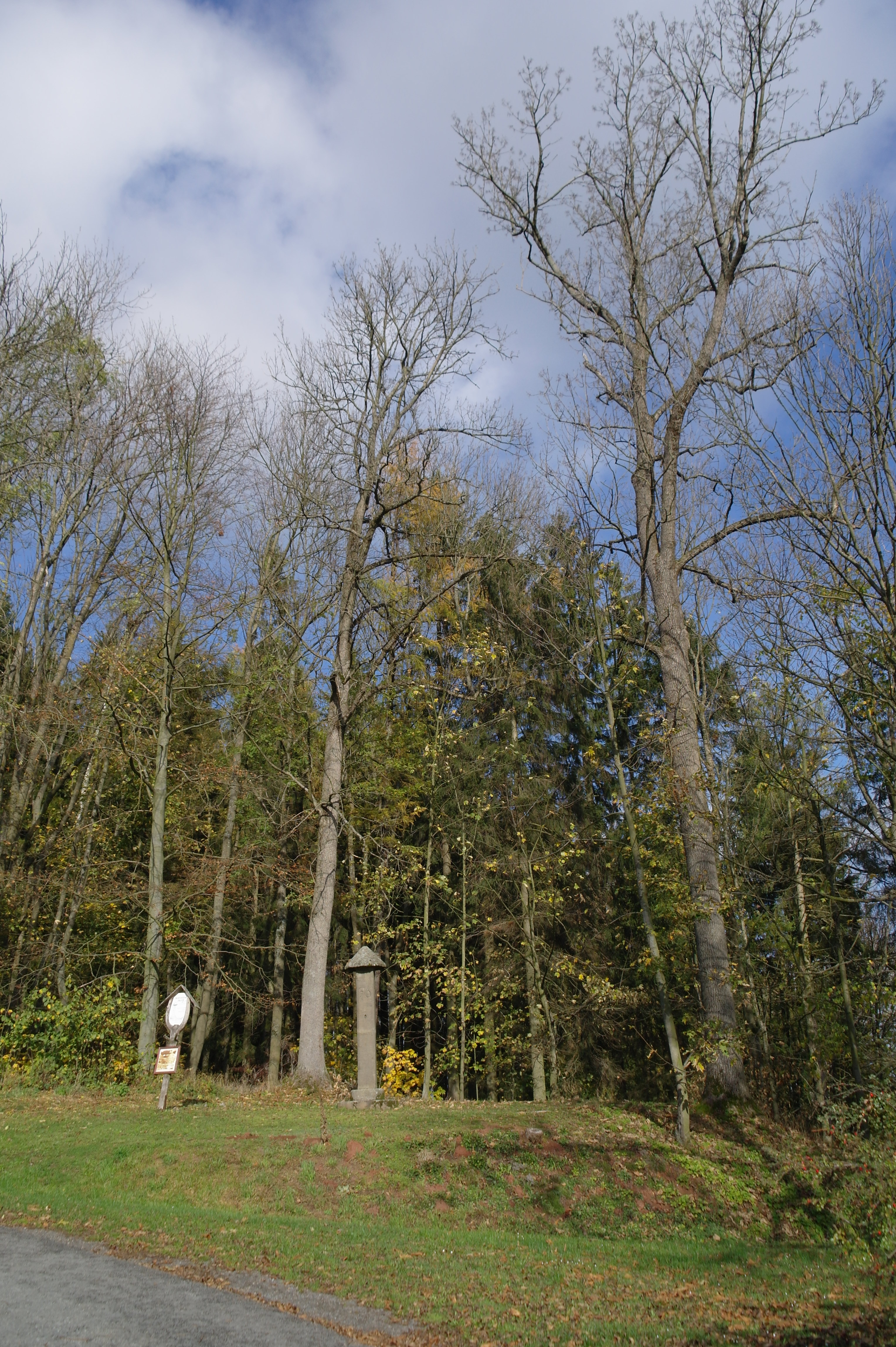
Pranýř v Žampachu
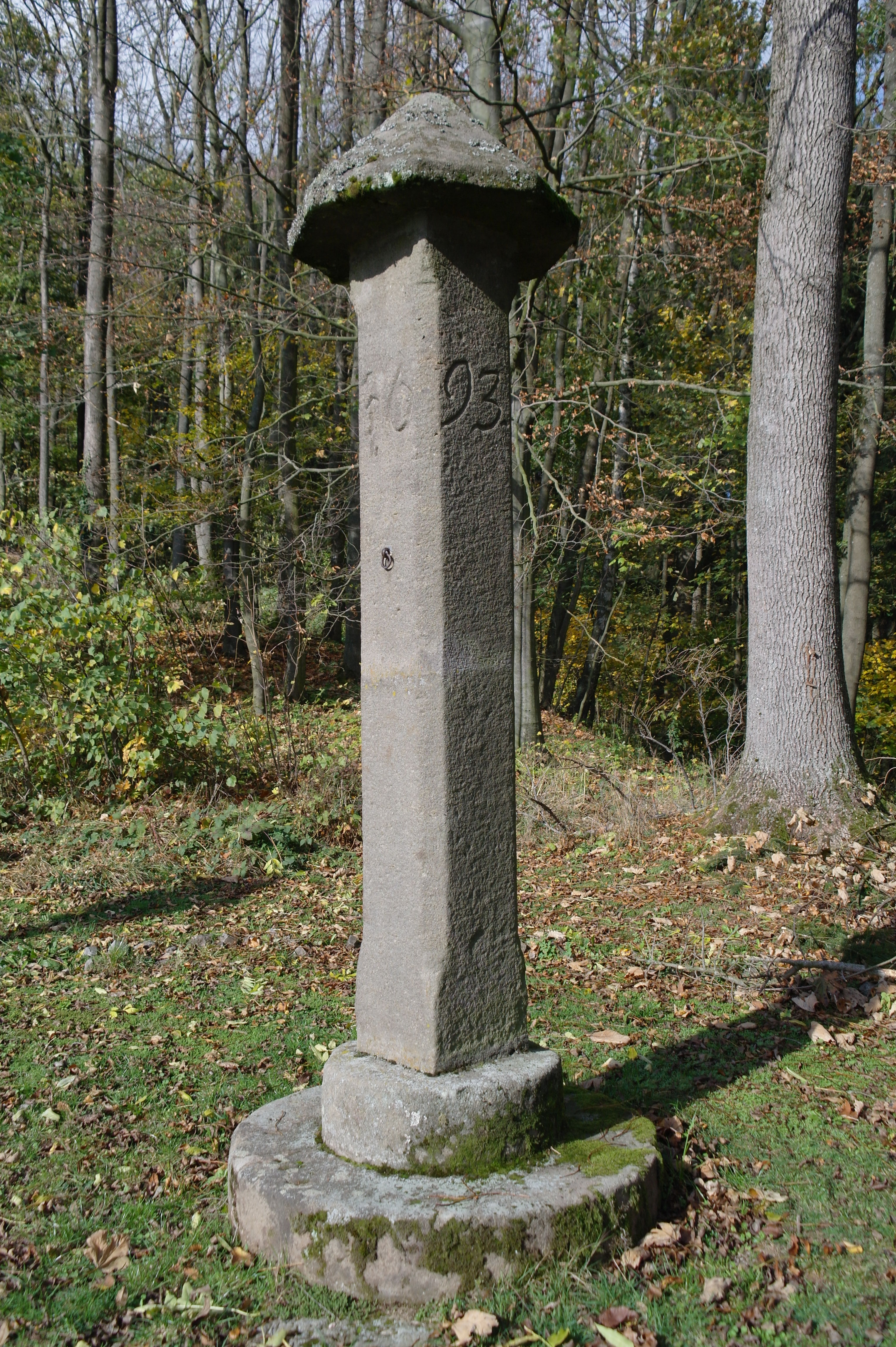
Pranýř v Žampachu
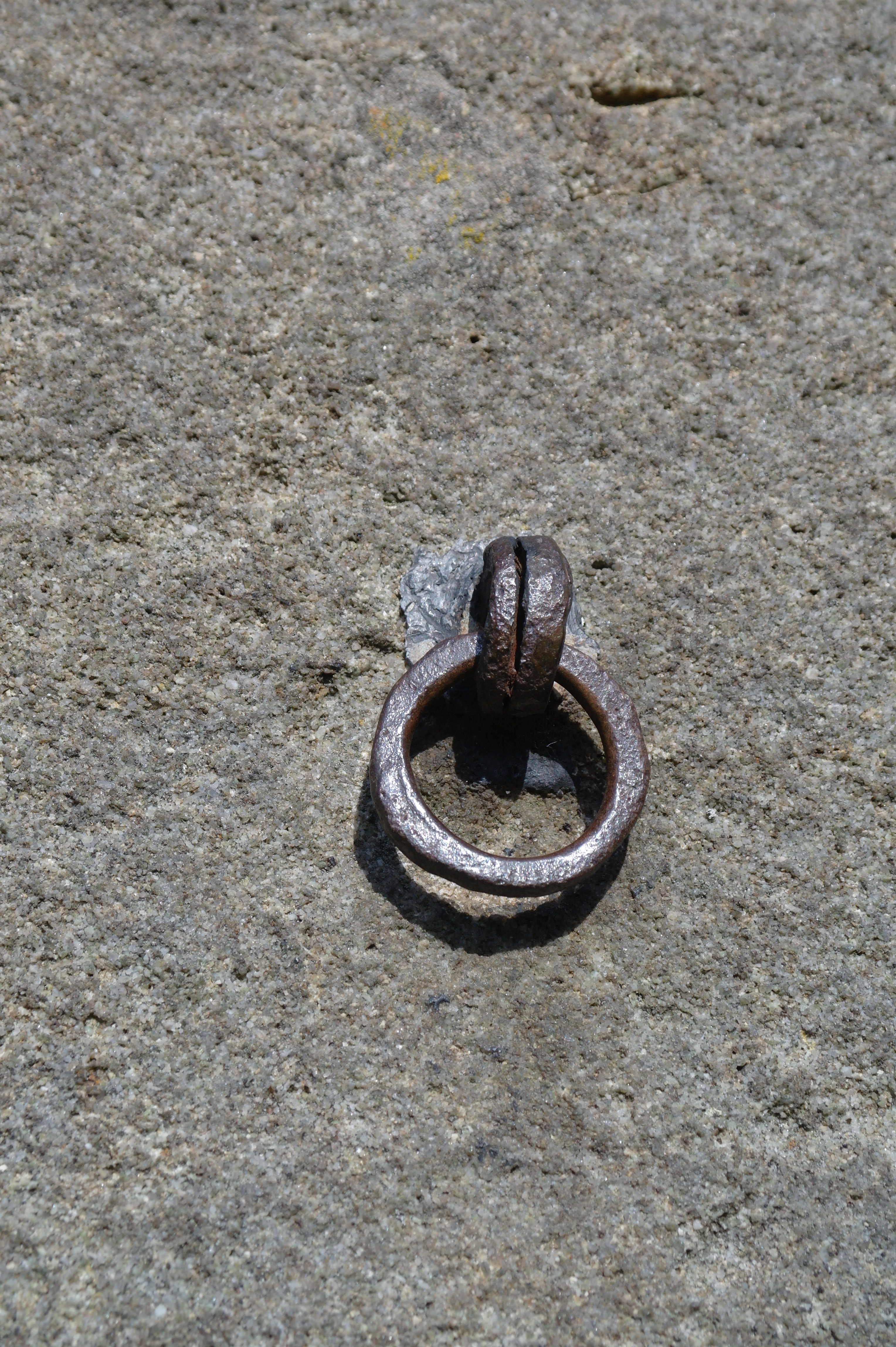
Pranýř v Žampachu - detail kovového oka